# Theodore Whitmore
Theodore Whitmore est un footballeur puis entraîneur jamaïcain, né le 5 août 1972 à Montego Bay. Il évolue au poste de milieu de terrain du milieu des années 1990 à la fin des années 2000.

## Biographie

### Carrière de joueur

#### En club
Whitmore joue notamment dans les clubs jamaïcains de Violet Kickers FC et de Seba United, puis dans les clubs anglais de Hull City et Tranmere Rovers.
Il dispute 37 matchs en troisième division anglaise, inscrivant cinq buts, et 77 matchs en quatrième division anglaise, marquant huit buts.

#### En équipe nationale
Whitmore reçoit un total de 120 sélections en équipe de Jamaïque entre 1993 et 2004, inscrivant 24 buts. Toutefois, certaines sources font mention de seulement 116 matchs et 23 buts.
Il reçoit sa première sélection en équipe nationale le 7 novembre 1993, en amical contre les États-Unis (défaite 1-0). Il inscrit son premier but le 21 juillet 1995, contre Cuba. Ce match perdu 1-2 rentre dans le cadre des éliminatoires de la Gold Cup.
Il marque son premier doublé avec la Jamaïque le 10 novembre 1996, contre Saint-Vincent-et-les-Grenadines. Ce match gagné sur le large score de 5-0 rentre dans le cadre des éliminatoires du mondial 1998. Il marque ensuite un nouveau doublé le 4 mai 1997, contre Aruba. Cette rencontre gagnée sur le très large score de 0-6 rentre dans le cadre des éliminatoires de la Gold Cup.
Il participe avec la sélection jamaïcaine à la Gold Cup 1998 organisée aux États-Unis. Lors de cette compétition, il joue deux matchs. La Jamaïque se classe quatrième du tournoi, en étant battue par le Brésil lors de la "petite finale".
Il est ensuite retenu par le sélectionneur René Simões afin de disputer la Coupe du monde 1998 organisée en France. Lors de ce mondial, il prend part aux trois matchs disputés par son équipe. Il se met en évidence en étant l'auteur d'un doublé contre le Japon, lors de la dernière rencontre de phase de poule. Toutefois, avec un bilan d'une victoire et deux défaites, la Jamaïque ne parvient pas à dépasser le premier tour.
Après la Coupe du monde, il est l'auteur d'un nouveau doublé, contre les îles Caïmans. Ce match gagné sur le large score de 4-0 rentre dans le cadre des éliminatoires de la Gold Cup.
Il dispute ensuite la Gold Cup 2000. Lors de ce tournoi, il joue deux matchs, avec pour résultats deux défaites. En 2003, il participe à sa troisième Gold Cup. Lors de cette compétition, il joue trois matchs, avec pour résultats deux victoires et un nul.
Il reçoit sa dernière sélection le 17 novembre 2004, contre les États-Unis. Ce match nul (1-1) rentre dans le cadre des éliminatoires du mondial 2006.

### Carrière d'entraîneur
Il devient ensuite entraîneur et dirige le club de Seba United.
Sa carrière d'entraîneur est étroitement liée à la sélection jamaïcaine, qu'il dirige une première fois comme sélectionneur intérimaire en 2007 puis de nouveau en 2008 durant deux matchs de qualifications à la Coupe du monde de football de 2010 avec à la clé deux victoires sur le score de 1-0 face au Mexique puis contre le Honduras.
En juin 2009, il est promu sélectionneur jusqu'à sa démission survenue quatre ans plus tard, le 13 juin 2013, à la surprise générale, à la suite d'un entretien avec le président de la Fédération de Jamaïque de football, Horace Burell. Il quitte la sélection alors qu'il reste encore quatre matchs à disputer lors du quatrième tour qualificatif de la Coupe du monde 2014 et que l'équipe n'est pas encore éliminée.
Il revient une nouvelle fois à la tête des Reggae Boyz en septembre 2016, succédant à l'Allemand Winfried Schäfer, qui l'avait remplacé en juin 2013. Tout comme son prédécesseur, Whitmore atteint la finale de la Gold Cup, en 2017, avant de s'incliner par deux buts à un face aux États-Unis, hôtes de la compétition.

## Palmarès

### Joueur
Jamaïque
- Vainqueur de la Coupe caribéenne des nations en 1998 et 2005.

### Entraîneur
Jamaïque
- Vainqueur de la Coupe caribéenne des nations en 2008 (comme adjoint) et 2010.
- Finaliste de la Coupe caribéenne des nations en 2017.
- Finaliste de la Gold Cup en 2017.